# Jacob van Ruisdael
Jacob Isaakszoon van Ruisdael nebo také Ruysdael [röjsdál] (asi 1628 Haarlem – 10. března 1682 tamtéž) byl nizozemský barokní malíř – krajinář a grafik.

## Život
Narodil se v rodině malíře a učil se nejprve u svého otce a strýce Salomona. Jeho nejstarší datovaná práce pochází z roku 1645. Roku 1648 byl přijat do cechu malířů svatého Lukáše v Haarlemu a roku 1659 získal občanství města Amsterodamu. 1668 byl svědkem při svatbě malíře M. Hobbemy. Zdá se, že za svého života nebyl příliš úspěšný a roku 1681 byl na žádost menonitů, k nimž snad patřil, přijat do městského chudobince v Haarlemu, kde o rok později zemřel.

## Dílo
Ruisadel maloval hlavně klidné lesní krajiny, stromy, pohledy na vzdálená města, mořské pobřeží a horské motivy. Z jeho kreseb a leptů se zachovalo jen velmi málo, jsou však dnes vysoce ceněny.

## Galerie

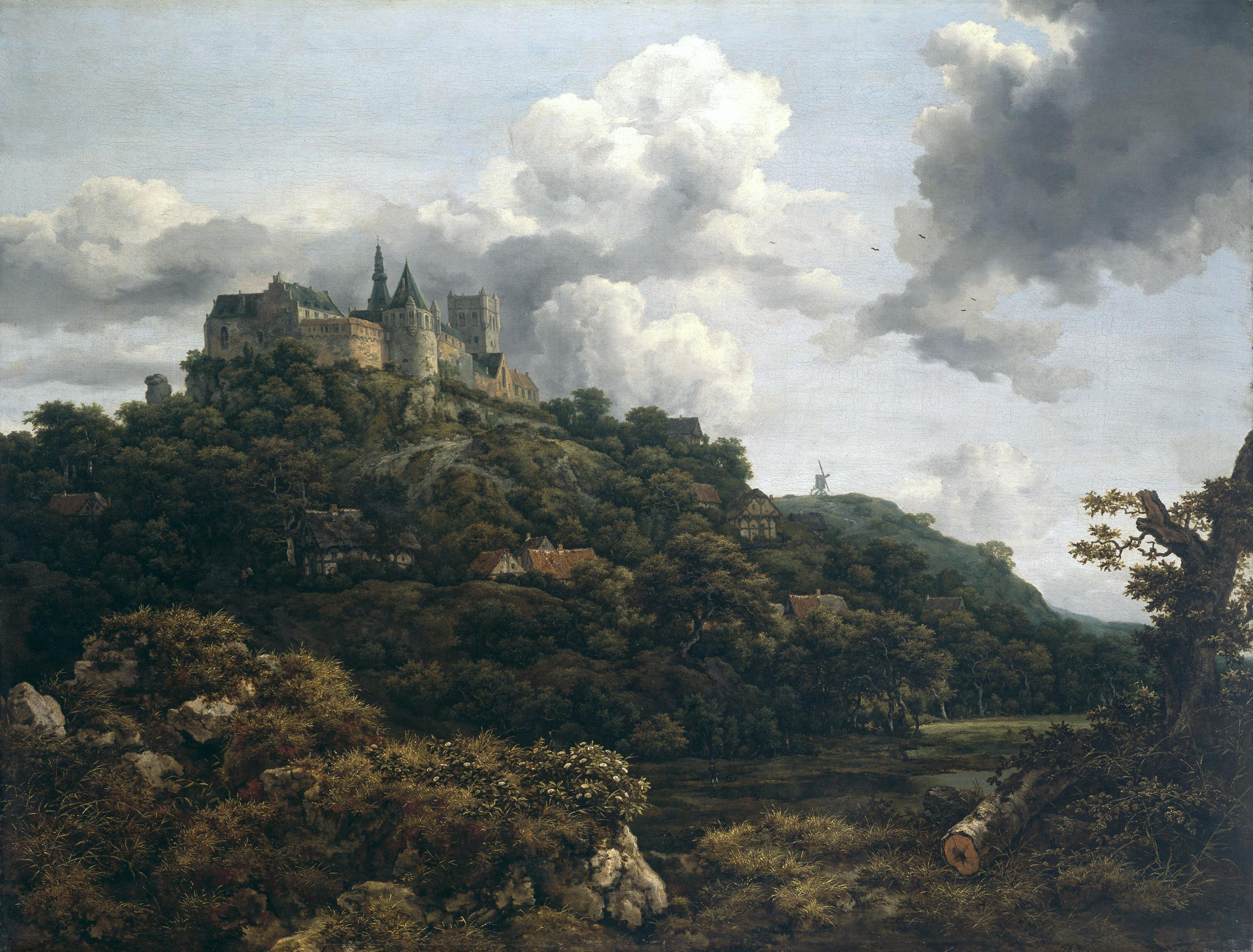
Hrad Bentheim, 1653
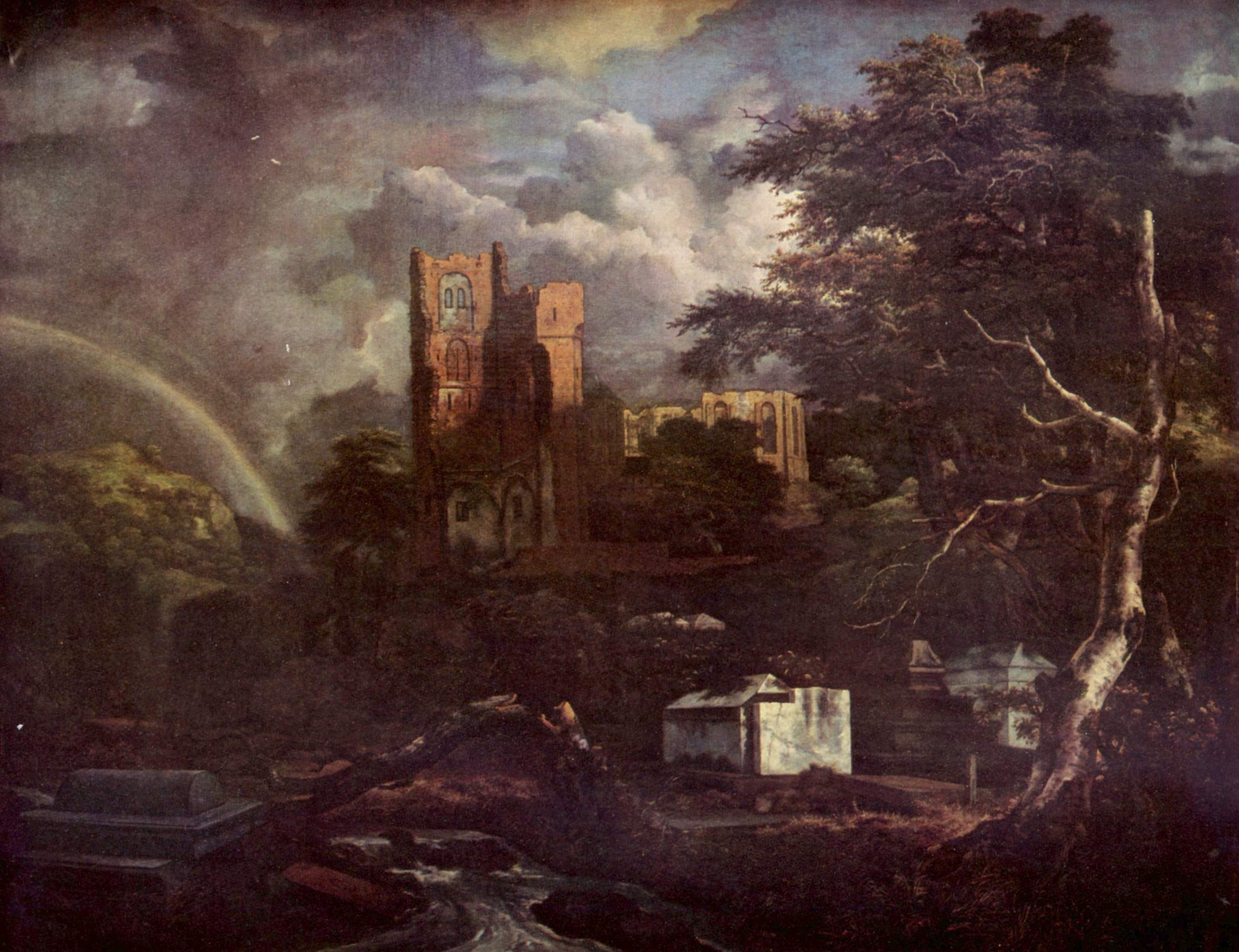
Židovský hřbitov, 1660
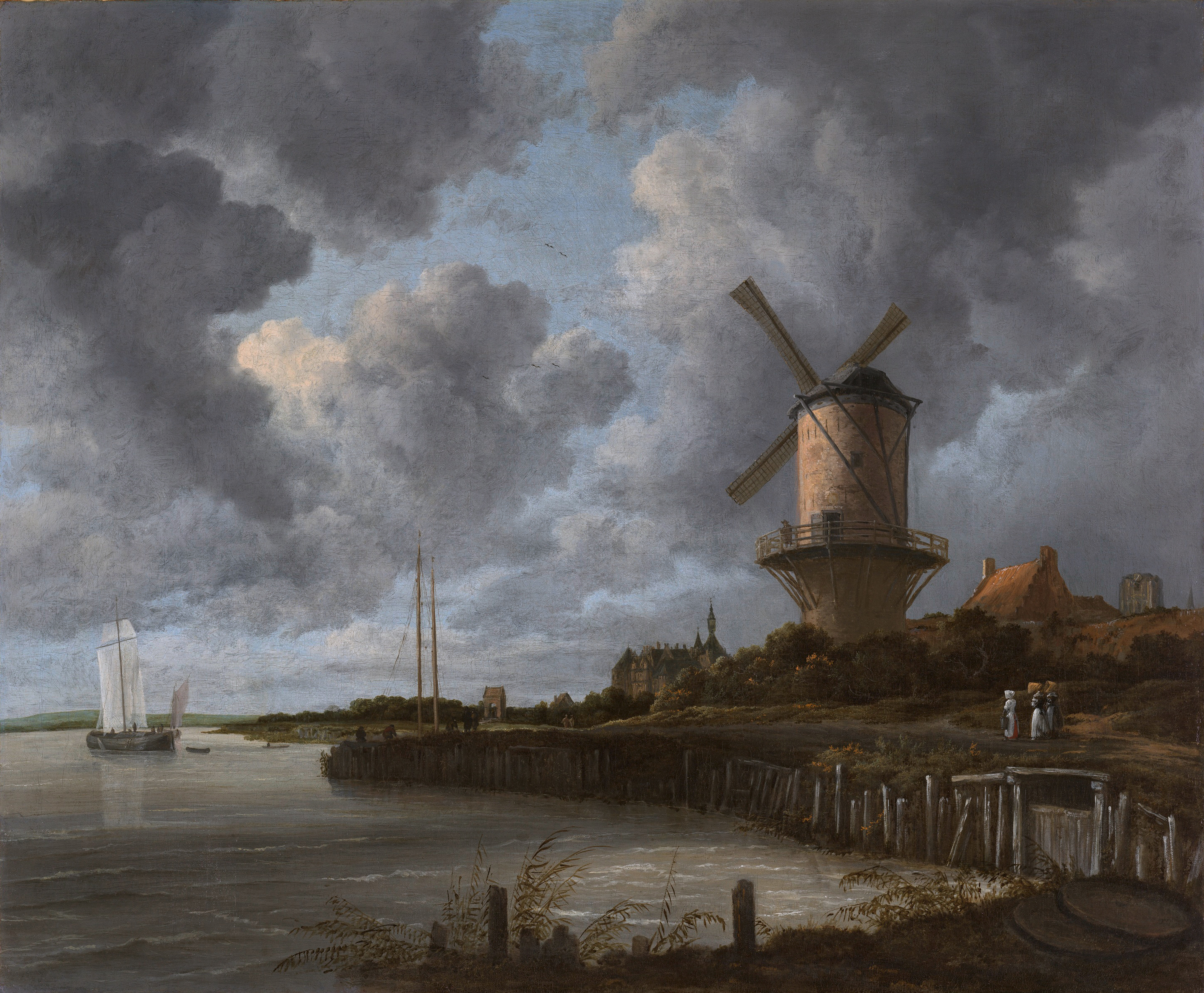
Větrný mlýn u Duurstede, 1670